# 弋阳站
弋阳站位于中国江西省上饶市弋阳县城北王家山，原称弋阳东站，经过的铁路有沪昆客运专线和沪昆铁路。车站建于1963年，办理客货运业务。

## 历史
弋阳县于1936年随原浙赣铁路通了铁路，境内主要有朱坑和弋阳两站。弋阳东站建于1963年，1965年8月建成通车:135，站内设有7条股道。由于原弋阳站地势较低易受洪水影响，其客运功能在弋阳东站开通运营后遂被逐渐取代。1966年车站出岔的弋樟铁路支线建成投用:370,372。
1995年弋阳东站由于设备老化重建站房，1996年随浙赣复线工程一起完工，同时原弋阳站被撤销。至2000年弋阳东站设有5条到发线（含正线）、2条编存车线、3条货物线和2条专用线:135,136。
2008年弋阳县人民政府在南昌省铁办召开的会议中得知将规划兴建沪昆客运专线后，随即决定把争取该客运专线在弋阳设站工作列为2009年度全县最大的“一号工程”。之后通过说服铁四院、汪东兴的干预等方式最终使原铁道部决定沪昆客运专线在弋阳新建设“弋阳东站”。
因建设沪昆客运专线，弋阳站进行了全面改造。弋阳东老站房于2012年拆除，临时站房于2012年4月建成，随后代替行驶客运业务。新站房于2014年7月2日投入运营。随后车站名称于2014年7月15日弋阳东站更名为弋阳站。

## 车站结构

### 站房

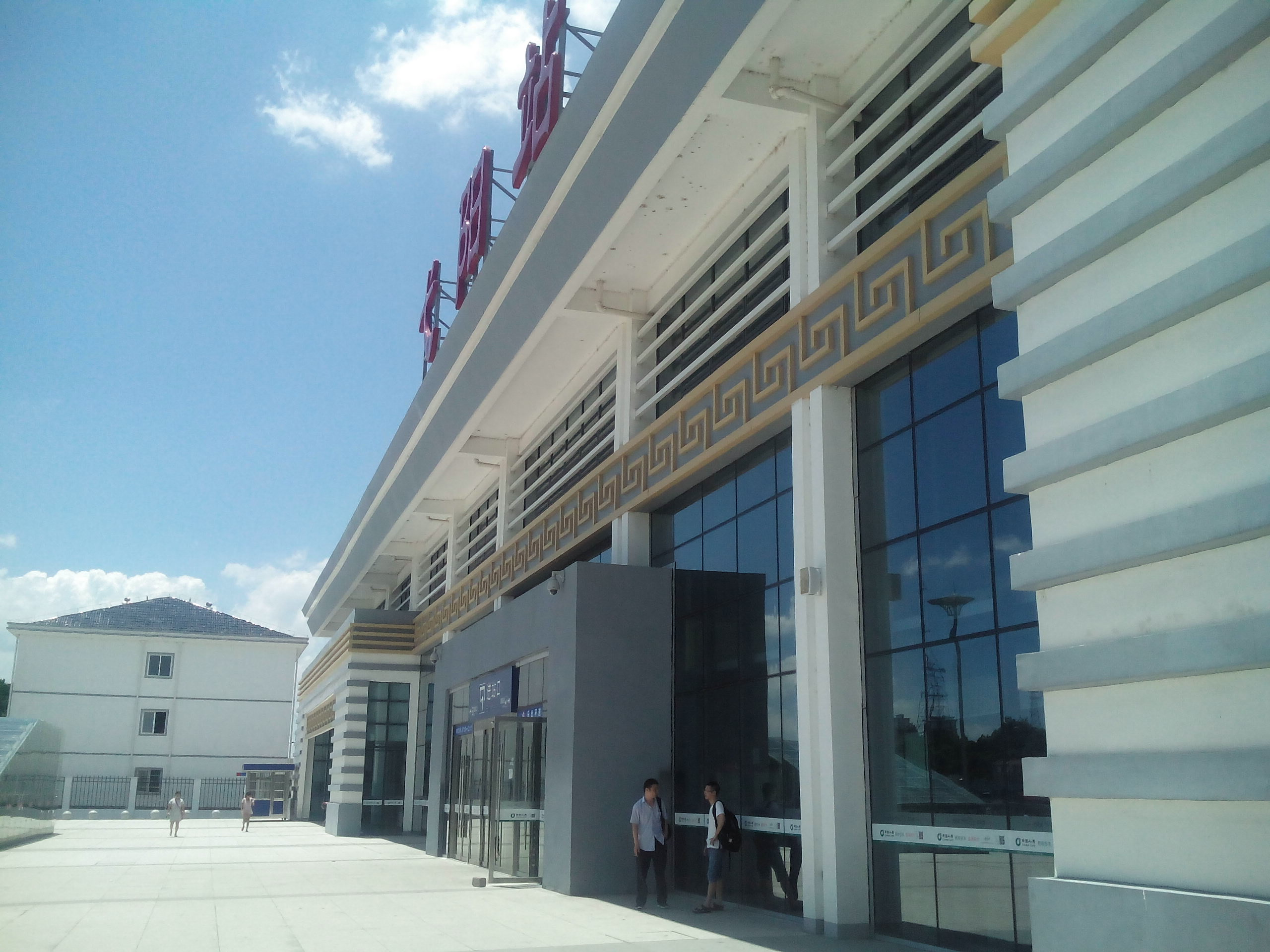
站房侧面

弋阳站目前使用的站房于2014年7月2日投入使用，建筑面积为3499平方米，所有列车的旅客售票、进出站、候车在该站房内完成，是上饶车务段管内首个投入运营的高铁规格的候车室。站房由中铁大桥院时代建筑院设计，以弋阳名胜龟峰风景名胜区为意向，通过以坡屋面的形式、将站房中间突起来实现。站房综合楼为一层建筑，局部两层。站房分为三个部分，东侧为售票区域，西侧为出站区域；进站区以及候车室位于站房中间，设有600余个座位。本站区设有生产生活用房2322㎡，以及面积为465㎡派出所、警务区和岗亭房屋。
- 车站售票处
- 候车室
- 检票口
- 进出站地道

### 站线配置
弋阳站设3站台9线，其中正线4条，到发线5条。站台为两个岛式、一个侧式。其中1、2站台为沪昆客运专线列车所用，为高站台；3、4及5站台为沪昆铁路所用，为低站台，2、3站台之间有台阶相连。雨棚采用单柱实腹钢框架结构，覆盖面积为10250平方米。
弋阳站设有通往中石化江西上饶石油分公司弋阳成品油配送分销中心的专用线，另设有通往弋阳蛇纹石矿的支线。
|          | 车站货场                              |
| 5站台    | 沪昆铁路 往上海方向（横峰站）         |
| 岛式站台 |                                       |
| 4站台    | 沪昆铁路 往上海方向（横峰站）         |
| 通过线   | 沪昆铁路上行列车通过线                |
| 通过线   | 沪昆铁路下行列车通过线                |
| 3站台    | 沪昆铁路 往昆明方向（河潭埠站）       |
| 岛式站台 |                                       |
| 2站台    | 沪昆高速铁路 往上海虹桥方向（上饶站） |
| 通过线   | 沪昆高速铁路上行列车通过线            |
| 通过线   | 沪昆高速铁路下行列车通过线            |
| 1站台    | 沪昆高速铁路 往昆明南方向（鹰潭北站） |
| 侧式站台 |                                       |
| 站房     | 售票厅、候车室、进出站闸机            |